# Agua Fría, San Juan Colorado
Agua Fría är en ort i Mexiko.   Den ligger i kommunen San Juan Colorado och delstaten Oaxaca, i den sydöstra delen av landet, 400 km söder om huvudstaden Mexico City. Agua Fría ligger 633 meter över havet och antalet invånare är 407.
Terrängen runt Agua Fría är huvudsakligen lite kuperad. Agua Fría ligger uppe på en höjd. Runt Agua Fría är det ganska tätbefolkat, med 96 invånare per kvadratkilometer. Närmaste större samhälle är Santiago Pinotepa Nacional, 18,2 km sydväst om Agua Fría. Omgivningarna runt Agua Fría är huvudsakligen savann.